# Tjelovek v futljare
Tjelovek v futljare (russisk: Человек в футляре, da.: Manden i skallen) er en sovjetisk film fra 1939 instrueret af Isidor Annenskij.

## Medvirkende
- Nikolaj Khmeljov som Belikov
- Mikhail Sjarov som Mikhail Kovalenko
- Olga Androvskaja som Varvara Kovalenko
- Vladimir Gardin
- Vladimir Voronov